# Francisco de Mendoza
Pour les articles homonymes, voir Mendoza.
Ne doit pas être confondu avec Francisco Mendoza de Bobadilla.
Francisco de Mendoza, né en 1515 à Castrojeriz et mort décapité en novembre 1547 à Asuncion, est un conquistador espagnol.

## Biographie
Francisco de Mendoza est né en 1515 à Castrogeriz en Vieille-Castille.
Il arrive en Amérique du Sud en 1536 avec l'expédition de Pedro de Mendoza.
Après la mort de Pedro de Mendoza le 23 juin 1537, des querelles, qui dureront deux années, surgissent entre les partisans à sa succession Francisco Ruiz Galán (es), désigné par Pedro de Mendoza lui-même, et Domingo Martínez de Irala, prônant une procuration écrite du lieutenant de Mendoza Juan de Ayolas.
Alonso de Cabrera (es), envoyé par l'empereur avec un décret royal secret, finit par nommer Irala comme gouverneur du Río de la Plata et du Paraguay en mai 1539.
Martínez de Irala a Francisco de Mendoza comme lieutenant chaque fois qu'il est absent. Mendoza succède aussi à Diego de Rojas lors des expéditions, descend le cours du río Carcarañá et mène une reconnaissance à la Torre de Gaboto (es). En 1545, Irala lui laisse de nouveau la charge de l'administration pendant qu'il effectue des explorations dans le Chaco Boreal (es).
Au fil des années, et avec l'antécédent de Juan de Ayolas, de fausses rumeurs commencent à émerger selon lesquelles Irala serait mort aux mains des aborigènes. La population d'Asunción commence à se révolter. En 1547, Francisco de Mendoza, estsupplanté par un vote populaire qui désigne Diego de Abreu. Une fois au pouvoir, celui-ci fait déposer aussi Irala.
Lorsque Francisco de Mendoza tente de reprendre le pouvoir en se rebellant contre l'usurpateur Diego de Abreu, il l'avertit qu'il l'enfermerait mais finalement, comme il n'abandonne pas son combat, il le fait arrêter. Francisco de Mendoza est alors décapité.